# Nils Ryde
Nils Fritiof Ryde, född 10 oktober 1906 i Helsingborg, död 10 december 1996 i Örgryte församling, var en svensk fysiker.

## Biografi
Nils Ryde var son till läroverksadjunkten Johan Adolf Ryde och Emma (född Rosentwist) samt bror till Sven Ryde. Han studerade vid universitetet i Lund och disputerade 1934 på en avhandling om spektroskopi och Stark-effekten, det elektrooptiska fenomen som uppkommer då en ljuskälla utsätts för ett elektriskt fält och dess spektrallinjer splittras upp. Han var därefter verksam vid fysiska institutionen i Lund till slutet av 1943, och därefter lektor under drygt två år vid läroverket i Landskrona.
Han var professor i fysik vid Chalmers tekniska högskola 1946–1973. Han blev ledamot av Ingenjörsvetenskapsakademien 1962 och av Vetenskapsakademien 1964.
Nils Ryde spelade en viktig roll vid tillkomsten av två nya utbildningar i Göteborg den 1 juli 1956. Chalmers fick då en fackavdelning för teknisk fysik medan Göteborgs universitet började med utbildning i ämnena fysik och teoretisk fysik vid den filosofiska fakulteten.
Ryde var medarbetare av Svensk Uppslagsbok och var dess avdelningsredaktör för fysik för den andra upplagan 1947–1955. Han är begravd på Nya kyrkogården i Helsingborg.